# هفت‌نوازی
هفت‌نوازی، هفت‌سرایی، هفت‌تایی یا سِپتِت (به انگلیسی: septet، به فرانسوی: septuor) در موسیقی به معنای یک گروه اجرایی برای هفت خواننده یا اجرای سازی یا یک آهنگسازی برای هفت صدا و هفت ساز است.
فرهنگستان زبان و ادب فارسی برابرهای هفت‌نوازی، هفت‌سرایی و هفت‌تایی را برای «سِپتت» تصویب کرده‌است.

## سپتت در موسیقی کلاسیک
در موسیقی کلاسیک، سپتت عموماً اثری است که برای هفت ساز تصنیف شده باشد. سپتتِ بتهوون (در می بمل ماژور، اُپوس ۲۰)، از معروف‌ترین آثار در این نوع اثر است. سپتتِ بتهوون اثری است در قالب موسیقی مجلسی، که آهنگساز آن را در سال ۱۷۹۹ برای هفت سازِ کلارینت، کُر (هورن)، فاگوت، ویولن، ویولا، ویولنسل، و کنترباس و در شش موومان تصنیف کرد، در سال ۱۸۰۰ آن را تکمیل کرد و برای نخستین بار، همراه با سمفونی اولِ خود و با رهبریِ خود اجرا کرد. سپتتِ بتهوون در سال ۱۸۰۲ منتشر شد.

## سپتت در موسیقی جاز
در موسیقی جاز، سپتت شامل هر گروه از هفت نوازنده است که معمولاً شامل یک مجموعه درام، کنترباس یا گیتار بِیس، و گروهی از یک یا دو سازِ همراه، گیتار، پیانو، ترومپت، ساکسوفون، کلارینت، یا ترومبون است.